# Gillbergs härad
Gillbergs härad var ett härad i sydvästra Värmlands län inom nuvarande Arvika, Säffle och Grums kommuner. Häradet omfattade cirka 1 268 kvadratkilometer. Tingsplatsen var belägen i Häljebol där det äldre tingshuset revs år 1907 för att ersättas med ett nytt som användes fram till 1971.

## Geografi
Gillbergs härad är beläget kring sjöarna södra Glafsfjorden och Stora Gla. Mellan sjöarna utbreder sig starkt brutna bergs- och skogstrakter, där gnejsåsar och kullar avsevärt höjer sig över de omgivande sänkorna och talrika småsjöarna.

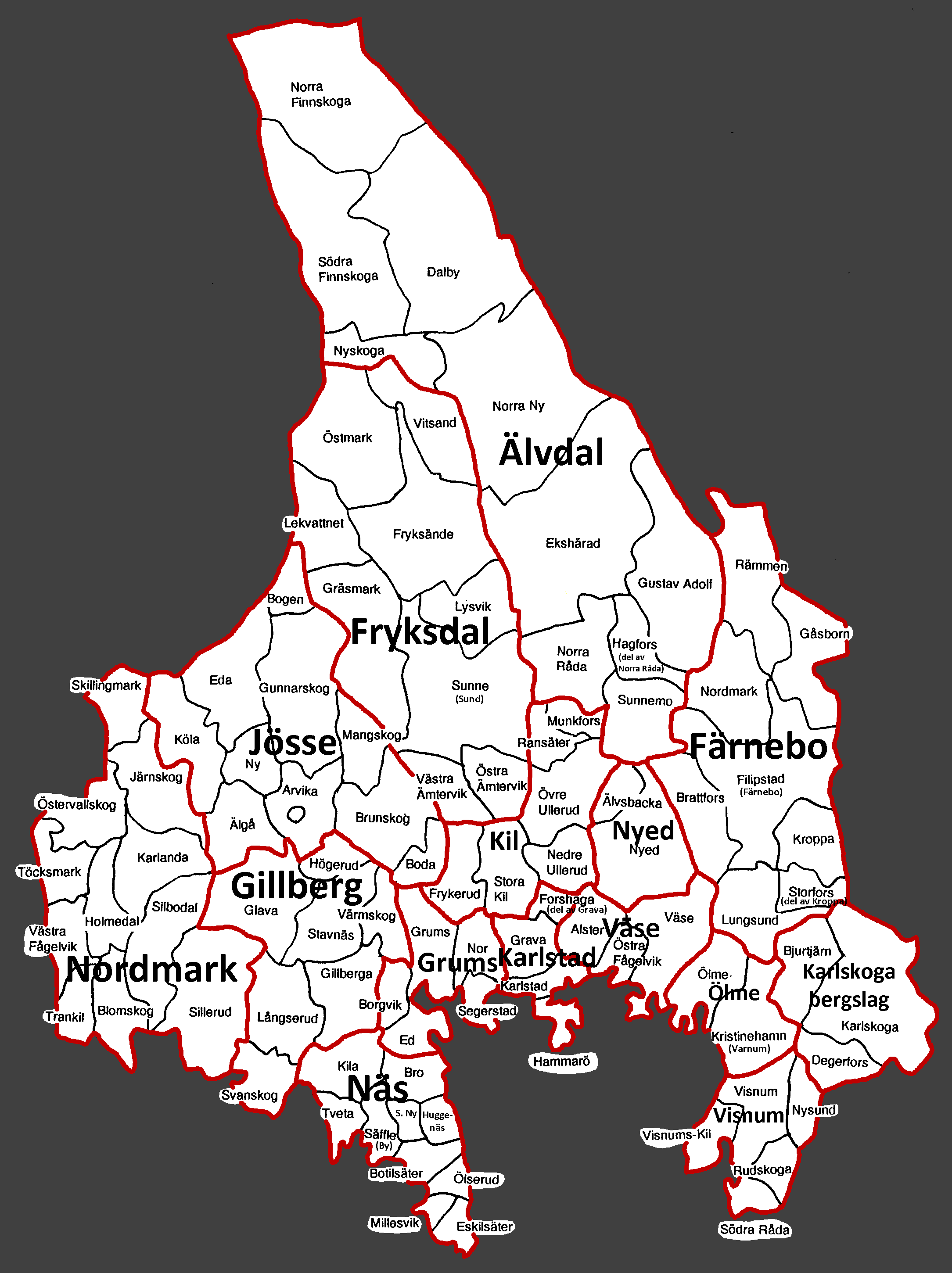
Värmlands härader.

### Socknar
I Gillbergs härad ingick sju socknar.

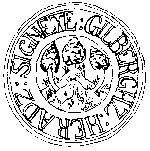
Gillbergs härads sigill

I Arvika kommun
- Glava
- Högerud bildades 1646
- Stavnäs

I Säffle kommun
- Gillberga
- Långserud
- Svanskog

I Grums kommun
- Värmskog

## Historia
Häradet omnämns redan i Äldre Västgötalagen som Gilbyärgähärad. Betydelsen av namnet är något oklart men det tros komma från ordet gil med betydelsen klyfta eller öppning i skogen. Historiskt sett var jord- och skogsbruk, träindustri, pappersindustri samt – vid Glava – glasindustri näringar av vikt. Det fanns även många vattenkraftverk och Gillbergs härad hade tidigt också flera järnbruk.

## Län, fögderier, domsagor, tingslag och tingsrätter
Häradet har från 1891 hört till Värmlands län, före hörde huvuddelen från 1779 till Värmlands län innan dess huvuddelen till Närkes och Värmlands län. Dalboredden (tidigare Ämmeskogs socken) i Svanskogs socken och Silleruds socken hörde historiskt till Älvsborgs län och en del av (Silleruds-delen) denna överfördes 1815 till Värmlands län, återstående del (Svanskogs-delen) 1891.  
Häradets socknar hörde till följande fögderier:
- 1682-1795 Västersysslets fögderi
- 1796-1966 Södersysslets fögderi bara till 1945 för Svanskogs socken, bara till 1951 för Långseruds socken och ej mellan 1946 och 1951 för Högseruds socken
- 1946-1951 Jösse fögderi för Hogseruds socken
- 1946-1966 Nordmarks fögderi för Svanskogs och Långseruds (bara från 1952) socken
- 1967-1990 Säffle fögderi för Gillberga, Svabskogs och Långseruds socknar
- 1967-1990 Arvika fögderi för Glava, Högseruds och Stavnäs socknar
- 1967-1990 Karlstads fögderi för Värmskogs socken

Häradets socknar tillhörde följande domsagor, tingslag och tingsrätter:
- 1680-1947 Gillbergs tingslag inom domsagorna
  - 1680-1742 Jösse, Färnebo, Grums, Karlstads, Näs, Gillbergs, Nordmarks och Nyeds häraders domsaga kallad Västersysslets domsaga
  - 1743-1755 Jösse, Näs, Gillbergs och Nordmarks häraders domsaga kallad Västersysslets domsaga med
  - 1756-1778 Jösse, Näs, Gillbergs, Nordmarks och Grums häraders domsaga kallad Västersysslets domsaga
  - 1779-1829 Näs och Gillbergs häraders domsaga kallad Västersysslets domsaga
  - 1830-1947 Näs, Gillbergs och Nordmarks häraders domsaga, kallad Södersysslets domsaga med
- 1948-1970 Södersysslets tingslag inom Södersysslets domsaga

- 1971-2005 Arvika tingsrätt och dess domsaga, dock ej Värmskogs socken
- 1971-2005 Karlstads tingsrätt och dess domsaga för Värmskogs socken
- 2005- Värmlands tingsrätt och dess domsaga

### Webbkällor
- Gillbergs häradssigill på Wermlandsheraldik.se, 2009-02-22, kl. 23:33
- Nationella arkivdatabasen för uppgifter om fögderier, domsagor, tingslag och tingsrätter